# Meistaradeildin (1967)
Meistaradeildin 1967 – 25. sezon pierwszej ligi piłki nożnej archipelagu Wysp Owczych. W rozgrywkach brało udział 5 zespołów, zwycięzcą został KÍ Klaksvík, zwycięzca poprzedniego sezonu.

## Uczestnicy
| Uczestnicy Meistaradeildin 1966                                                                               | Uczestnicy Meistaradeildin 1966 | Uczestnicy Meistaradeildin 1966 | Uczestnicy Meistaradeildin 1966 |
| --- | ------------------------------- | ------------------------------- | ------------------------------- |
| KÍ | KÍ Klaksvík                     | 1                               |                                 |
| HB | HB Tórshavn                     | 2                               |                                 |
| B36 | B36 Tórshavn                    | 3                               |                                 |
| TB | TB Tvøroyri                     | 4                               |                                 |
| VB | VB Vágur                        | 5                               |                                 |
| Oznaczenia: - kolumna pierwsza – skróty nazw drużyn, - kolumna trzecia – miejsce zajęte w poprzednim sezonie. |                                 |                                 |                                 |

## Rozgrywki

### Tabela
| Lp. | Drużyna         | M | Z | R | P | Bramki | Bramki | Różn. | Pkt | Uwagi |
| --- | --------------- | - | - | - | - | ------ | ------ | ----- | --- | ----- |
| 1   | KÍ Klaksvík (M) | 8 | 7 | 0 | 1 | 36     | 9      | +27   | 14  |       |
| 2   | HB Tórshavn     | 8 | 6 | 0 | 2 | 38     | 18     | +20   | 12  |       |
| 3   | B36 Tórshavn    | 8 | 4 | 0 | 4 | 26     | 14     | +12   | 8   |       |
| 4   | VB Vágur        | 8 | 2 | 0 | 6 | 16     | 38     | −22   | 4   |       |
| 5   | TB Tvøroyri     | 8 | 1 | 0 | 7 | 5      | 42     | −37   | 2   |       |

### Wyniki spotkań
| Gospodarz \ Gość | B36 | HB   | KÍ  | TB   | VB   |
| B36 Tórshavn     |     | 2:31 | 2:3 | 7:0  | 7:02 |
| HB Tórshavn      | 1:3 |      | 5:2 | 9:0  | 7:4  |
| KÍ Klaksvík      | 3:1 | 6:0  |     | 6:03 | 5:1  |
| TB Tvøroyri      | 0:3 | 1:4  | 0:6 |      | 3:1  |
| VB Vágur         | 4:1 | 0:94 | 0:5 | 6:1  |      |

Aktualne na 14 marca 2015. Źródło: FaroeSoccer.com
Objaśnienia:
1Drużyna gospodarzy jest wymieniona po lewej stronie tabeli.
Kolory: zielony – zwycięstwo gospodarzy, żółty – remis, różowy – zwycięstwo gości.
Objaśnienia:
1. Początkowo mecz zaplanowano na 25 czerwca, jednak jego wynik (4:3) dla HB nie został uznany i mecz przełożono na 17 sierpnia[1].
2. B36 Tórshavn zwyciężył walkowerem. Ponieważ VB Vágur nie wystawił na mecz pełnego składu, B36 przyznano zwycięstwo w wysokości najwyższego zwycięstwa uzyskanego wcześniej w lidze[2].
3. KÍ Klaksvík zwyciężył walkowerem. Ponieważ TB Tvøroyri nie wystawił na mecz pełnego składu, KÍ przyznano zwycięstwo w wysokości najwyższego zwycięstwa uzyskanego wcześniej w lidze[3].
4. HB Tórshavn zwyciężył walkowerem. Ponieważ VB Vágur nie wystawił na mecz pełnego składu, HB przyznano zwycięstwo w wysokości najwyższego zwycięstwa uzyskanego wcześniej w lidze[4].

## Sędziowie
Następujący arbitrzy sędziowali poszczególne mecze Meistaradeildin 1963:
| Kraj        | Imię i nazwisko    | Klub        | Data urodzenia | Debiut w Meistaradeildin | Mecze w Meistaradeildin | Mecze w sezonie 1967 |
| ----------- | ------------------ | ----------- | -------------- | ------------------------ | ----------------------- | -------------------- |
| Dania       | Kurt Christensen   | ?           | ?              | ?                        | ?                       | 1                    |
| Wyspy Owcze | Magnus Kjelnæs     | KÍ Klaksvík | ?              | ?                        | ?                       | 1                    |
| Wyspy Owcze | Tobbi Mikkelsen    | ?           | 03.06.1936     | ?                        | ?                       | 1                    |
| Wyspy Owcze | Andrias Lava Olsen | ?           | ?              | ?                        | ?                       | 2                    |
| Wyspy Owcze | Carl Persson       | ?           | 07.01.1946     | ?                        | ?                       | 2                    |
|             | ?                  |             |                |                          |                         | 13                   |